# Rådmænd i Aalborg
Rådmænd i Aalborg er de rådmænd, som er ansat som er heltidspolitikere og fungerer som udvalgsformand for ét eller flere byrådsudvalg inden for sit ressortområde. Den kommunale styreform i Aalborg Kommune kaldes for mellemformstyre med delt administrativ ledelse. Når kommunalbestyrelsen efter et kommunalvalg konstituerer sig, så vælges her en borgmester, to viceborgmestre samt seks rådmænd, der forestår den daglige administrative ledelse af en forvaltning i kommunen.
Magistraten er kommunens økonomiudvalg og består af i alt syv medlemmer - borgmesteren samt de seks rådmænd.

## Liste over rådmænd i Aalborg Kommune fra 2007

### Rådmænd for Familie- og Beskæftigelsesforvaltningen
| # | Periode | Foto | Navn              | Parti             |
| - | ------- | ---- | ----------------- | ----------------- |
| 1 | 2007-   |      | Mai-Britt Iversen | Socialdemokratiet |

### Rådmænd for Ældre- og Handicapforvaltningen
| # | Periode   | Foto | Navn                | Parti                       |
| - | --------- | ---- | ------------------- | --------------------------- |
| 3 | 2007-2013 |      | Tina French Nielsen | Venstre                     |
| 4 | 2014-2017 |      | Thomas Krarup       | Det Konservative Folkeparti |
| 5 | 2018-     |      | Jørgen Hein         | Radikale Venstre            |

### Rådmænd for Skoleforvaltningen
Denne titel var frem til årsskiftet 2013/14: Rådmand for Skole og Kulturforvaltningen
| #                                                                                  | Periode   | Foto | Navn                | Parti                   |
| ---------------------------------------------------------------------------------- | --------- | ---- | ------------------- | ----------------------- |
| 1                                                                                  | 2007-2009 |      | Henrik Thomsen      | Socialistisk Folkeparti |
| 2                                                                                  | 2010-2013 |      | Anne-Dorthe Krog    | Socialistisk Folkeparti |
| Pr. 1. januar 2014 blev kulturområdet flyttet til Sundheds- og Kulturforvaltningen |           |      |                     |                         |
| 3                                                                                  | 2014-     |      | Tina French Nielsen | Venstre                 |

### Rådmænd for Miljø- og Energiforvaltningen
Denne titel var frem til årsskiftet 2013/14: Rådmand for forsyningsvirksomhederne
| # | Periode   | Foto | Navn                        | Parti            |
| - | --------- | ---- | --------------------------- | ---------------- |
| 1 | 2007-2009 |      | Preben Pedersen             | Radikale Venstre |
| 2 | 2010-2013 |      | Tommy Eggers                | Dansk Folkeparti |
| 3 | 2014-     |      | Lasse Puertas Navarro Olsen | Enhedslisten     |

### Rådmænd for By- og Landskabsforvaltningen
Denne titel var frem til årsskiftet 2013/14: Rådmand for Teknik- og Miljøforvaltningen
| # | Periode   | Foto | Navn                  | Parti             |
| - | --------- | ---- | --------------------- | ----------------- |
| 1 | 2007-2013 |      | Mariann Nørgaard      | Venstre           |
| 2 | 2014-     |      | Hans Henrik Henriksen | Socialdemokratiet |

### Rådmænd for Sundheds- og Kulturforvaltningen
Denne titel var frem til årsskiftet 2013/14: Rådmand for Sundhed og Bæredygtig Udvikling
| #                                                                                 | Periode   | Foto | Navn                  | Parti             |
| --------------------------------------------------------------------------------- | --------- | ---- | --------------------- | ----------------- |
| 1                                                                                 | 2007-2013 |      | Thomas Kastrup-Larsen | Socialdemokratiet |
| Pr. 1. januar 2014 blev kulturområdet overført fra Skole- og Kulturforvaltningen. |           |      |                       |                   |
| 2                                                                                 | 2014-     |      | Mads Duedahl          | Venstre           |